# Braian Romero
Braian Ezequiel Romero (San Isidro, Buenos Aires, 15 de junio de 1991) es un futbolista argentino. Juega como delantero y su equipo actual es Vélez Sarsfield de la Primera División de Argentina.

## Trayectoria
Empezó jugando en la novena de Chacarita Juniors Club de Argentina. Entrenó en la octava de Tigre. Debido al nacimiento de su hermano debió dejar el fútbol, pero luego apareció un amigo que lo llevó a Acassuso. Allí en 5.ª División entrenó hasta encontrar continuidad como titular. Entrenaba de mañana y trabajaba de tarde.
Antes de llegar al Club Atlético Acassuso le detectaron un problema de salud en los huesos que le afectaba el nervio ciático. Debido a eso estuvo sin jugar por un año y medio, estando internado 15 días en el hospital sin poder moverse. Tardaron 6 meses en detectarle la enfermedad en el 2013, y 3 meses para volver a caminar. Más tarde se reuniría el médico de la selección Jorge Vega, el presidente de Acassuso y el capitán del equipo para comunicarle que no podría jugar más al fútbol. Para sorpresa de todos pudo volver a jugar.
El 23 de enero de 2021 ganó la Copa Sudamericana 2020 con Defensa y Justicia, donde además fue el goleador del torneo con 10 tantos.
En julio de 2021, fue fichado por River Plate en una suma cercana a los U$D 2,5 millones, dándole inicio a un nuevo capítulo en su carrera.
El 8 de agosto de 2023, se convirtió en refuerzo de  Vélez Sarsfield, de la Liga Profesional de Fútbol Argentino, donde firmó contrato hasta diciembre de 2025.

## Estadísticas
| Club                          | Div.                | Temporada           | Liga (*) | Liga (*) | Liga (*) | Copa Nacional | Copa Nacional | Copa Nacional | Copa Internacional | Copa Internacional | Copa Internacional | Total | Total | Total |
| Club                          | Div.                | Temporada           | PJ       | G        | A        | PJ            | G             | A             | PJ                 | G                  | A                  | PJ    | G     | A     |
| ----------------------------- | ------------------- | ------------------- | -------- | -------- | -------- | ------------- | ------------- | ------------- | ------------------ | ------------------ | ------------------ | ----- | ----- | ----- |
| Acassuso Argentina            | 3.ª                 | 2011-12             | 32       | 4        | 0        | 1             | 0             | 0             | -                  | -                  | -                  | 33    | 4     | 0     |
| Acassuso Argentina            | 3.ª                 | 2012-13             | 11       | 1        | 0        | -             | -             | -             | -                  | -                  | -                  | 11    | 1     | 0     |
| Acassuso Argentina            | 3.ª                 | 2013-14             | 14       | 0        | 0        | -             | -             | -             | -                  | -                  | -                  | 14    | 0     | 0     |
| Acassuso Argentina            | 3.ª                 | 2014                | 21       | 4        | 0        | -             | -             | -             | -                  | -                  | -                  | 21    | 4     | 0     |
| Acassuso Argentina            | Total club          | Total club          | 78       | 9        | 0        | 1             | 0             | 0             | -                  | -                  | -                  | 79    | 9     | 0     |
| Colón Argentina               | 1.ª                 | 2015                | 20       | 5        | 1        | -             | -             | -             | -                  | -                  | -                  | 20    | 5     | 1     |
| Colón Argentina               | Total club          | Total club          | 20       | 5        | 1        | -             | -             | -             | -                  | -                  | -                  | 20    | 5     | 1     |
| Argentinos Juniors Argentina  | 1.ª                 | 2016                | 13       | 1        | 1        | 1             | 1             | 0             | -                  | -                  | -                  | 14    | 2     | 1     |
| Argentinos Juniors Argentina  | 2.ª                 | 2016-17             | 42       | 15       | 0        | 1             | 0             | 0             | -                  | -                  | -                  | 43    | 15    | 0     |
| Argentinos Juniors Argentina  | 1.ª                 | 2017-18             | 11       | 5        | 2        | -             | -             | -             | -                  | -                  | -                  | 11    | 5     | 2     |
| Argentinos Juniors Argentina  | Total club          | Total club          | 66       | 21       | 3        | 2             | 1             | 0             | -                  | -                  | -                  | 68    | 22    | 3     |
| Independiente Argentina       | 1.ª                 | 2017-18             | 7        | 1        | 0        | -             | -             | -             | 2                  | 0                  | 1                  | 9     | 1     | 1     |
| Independiente Argentina       | 1.ª                 | 2018-19             | 12       | 3        | 3        | 2             | 0             | 0             | 2                  | 0                  | 0                  | 16    | 3     | 3     |
| Independiente Argentina       | 1.ª                 | 2019-20             | 5        | 1        | 0        | -             | -             | -             | 1                  | 0                  | 0                  | 6     | 1     | 0     |
| Independiente Argentina       | Total club          | Total club          | 24       | 5        | 3        | 2             | 0             | 0             | 5                  | 0                  | 1                  | 31    | 5     | 4     |
| Athletico Paranaense · Brasil | 1.ª                 | 2019                | 16       | 2        | 1        | 2             | 0             | 0             | 6                  | 1                  | 0                  | 24    | 3     | 1     |
| Athletico Paranaense · Brasil | Total club          | Total club          | 16       | 2        | 1        | 2             | 0             | 0             | 6                  | 1                  | 0                  | 24    | 3     | 1     |
| Defensa y Justicia Argentina  | 1.ª                 | 2020                | -        | -        | -        | 7             | 1             | 0             | 10                 | 13                 | 1                  | 17    | 14    | 1     |
| Defensa y Justicia Argentina  | 1.ª                 | 2021                | -        | -        | -        | 9             | 2             | 0             | 8                  | 5                  | 2                  | 17    | 7     | 2     |
| Defensa y Justicia Argentina  | Total club          | Total club          | -        | -        | -        | 16            | 3             | 0             | 18                 | 18                 | 3                  | 34    | 21    | 3     |
| River Plate Argentina         | 1.ª                 | 2021                | 21       | 10       | 2        | 1             | 0             | 0             | 4                  | 2                  | 1                  | 26    | 12    | 3     |
| River Plate Argentina         | 1.ª                 | 2022                | 7        | 2        | 0        | 14            | 1             | 1             | 5                  | 0                  | 0                  | 26    | 3     | 1     |
| River Plate Argentina         | Total club          | Total club          | 28       | 12       | 2        | 15            | 1             | 1             | 9                  | 2                  | 1                  | 52    | 15    | 4     |
| Internacional · Brasil        | 1.ª                 | 2022                | 17       | 2        | 0        | 0             | 0             | 0             | 1                  | 0                  | 0                  | 18    | 2     | 0     |
| Internacional · Brasil        | Total club          | Total club          | 17       | 2        | 0        | 0             | 0             | 0             | 1                  | 0                  | 0                  | 18    | 2     | 0     |
| Tijuana · México              | 1.ª                 | 2023                | 13       | 1        | 0        | -             | -             | -             | -                  | -                  | -                  | 13    | 1     | 0     |
| Tijuana · México              | 1.ª                 | 2023                | 3        | 0        | 0        | -             | -             | -             | -                  | -                  | -                  | 3     | 0     | 0     |
| Tijuana · México              | Total club          | Total club          | 16       | 1        | 0        | 0             | 0             | 0             | 0                  | 0                  | 0                  | 16    | 1     | 0     |
| Vélez Sarsfield Argentina     | 1.ª                 | 2023                | -        | -        | -        | 10            | 1             | 1             | -                  | -                  | -                  | 10    | 1     | 1     |
| Vélez Sarsfield Argentina     | 1.ª                 | 2024                | 27       | 12       | 4        | 20            | 7             | 1             | -                  | -                  | -                  | 47    | 19    | 5     |
| Vélez Sarsfield Argentina     | 1.ª                 | 2025                | 20       | 5        | 1        | 2             | 2             | 0             | 7                  | 2                  | 0                  | 29    | 9     | 1     |
| Vélez Sarsfield Argentina     | Total club          | Total club          | 47       | 17       | 5        | 32            | 10            | 2             | 7                  | 2                  | 0                  | 86    | 29    | 7     |
| Total en su carrera           | Total en su carrera | Total en su carrera | 312      | 74       | 15       | 70            | 15            | 3             | 46                 | 23                 | 5                  | 428   | 112   | 23    |

- Incluye Liguilla Pre-Sudamericana.

## Palmarés

### Campeonatos nacionales
| Título                  | Club                 | País      | Año     |
| ----------------------- | -------------------- | --------- | ------- |
| Primera B Nacional      | Argentinos Juniors   | Argentina | 2016-17 |
| Copa de Brasil          | Athletico Paranaense | Brasil    | 2019    |
| Primera División        | River Plate          | Argentina | 2021    |
| Trofeo de Campeones     | River Plate          | Argentina | 2021    |
| Primera División        | Vélez Sarsfield      | Argentina | 2024    |
| Supercopa Internacional | Vélez Sarsfield      | Argentina | 2024    |

### Campeonatos internacionales
| Título                     | Club                 | Sede      | Año  |
| -------------------------- | -------------------- | --------- | ---- |
| Copa J.League-Sudamericana | Independiente        | Osaka     | 2018 |
| Copa J.League-Sudamericana | Athletico Paranaense | Hiratsuka | 2019 |
| Copa Sudamericana          | Defensa y Justicia   | Córdoba   | 2020 |
| Recopa Sudamericana        | Defensa y Justicia   | Brasilia  | 2021 |

### Distinciones individuales
| Distinción                                     | Año  |
| ---------------------------------------------- | ---- |
| Goleador de la Copa Sudamericana (10 goles)    | 2020 |
| Parte del Equipo Ideal de la Copa Sudamericana | 2020 |